# Trutnov-Zelená Louka
Trutnov-Zelená Louka – przystanek kolejowy w miejscowości Trutnov, w kraju hradeckim, w Czechach. Znajduje się na wysokości 435 m n.p.m. Położony jest w części Horní Staré Město.
Jest zarządzany przez PDV Railway a obsługiwany przez spółkę GW Train Regio. Na przystanku nie ma możliwości zakupu biletów, a obsługa podróżnych odbywa się w pociągu.

## Linie kolejowe
- 045 Trutnov - Svoboda nad Úpou